# Aziz Hattab
Pour les articles homonymes, voir Hattab.
Aziz Hattab, né le 12 mai 1965[Information douteuse] à Casablanca, est un acteur  marocain. Il a participé à plusieurs films et séries marocaines,.

## Biographie
Aziz Hattab est un acteur marocain né à Casablanca en 12 mai 1965. Il entre dans les arts du cinéma en raison de ses rôles changeants car il n’a pas répété le rôle qu’il a joué est apparu comme un personnage dans toutes ses œuvres. Aziz joue toujours un nouveau personnage dans les séries télévisées et les comédies.

## Filmographie
- 2022:  Gooofti

- 2019 : Adam
- 2019: Daba tziane
- 2018 : Nhar Lkbir (téléfilm)
- 2017 : Headbang Lullaby
- 2016 : Nhar Zwin
- 2011 : Hadj Aiboude
- 2010 : Majid
- 2010 : La grande villa
- 2010 : Pour la vie
- 2009 : Al Matmora
- 2009 : Women Without Men
- 2009 : Arrihla
- 2008 : Amours voilées
- 2008 : Eclats du passé
- 2006 : Friends jokes
- 2006 : La Symphonie Marocaine
- 2003 : Noura
- 2003 : Class 8
- 2002 : Oueld Al Hamria